# 田村直也 (スピードスケート選手)
田村 直也（たむら なおや、1979年6月18日 - ）は、日本のショートトラックスピードスケート選手。兵庫県丹波篠山市出身。長野オリンピック、ソルトレークシティオリンピックに出場した。

## 来歴
関西スピードスケートクラブに所属し、1996年の世界ジュニア選手権で総合3位。三田学園高校在学中の1998年2月に18歳で長野オリンピックに出場。1000mで準決勝まで進出して5位入賞。2001年12月16日にワールドカップ・アムステルダム大会1000mで初優勝。2002年、ソルトレークシティオリンピックに出場し、1000mで7位となり2大会連続で入賞。
現役引退後、スピードスケートトレーナーや医療機関、福祉施設に勤務した。
関西学院大学理工学部生命科学科を中退した。
2019年2月17日に行われた篠山市議会議員補欠選挙に立候補し、当選。2月26日から篠山市（現:丹波篠山市）の市議会議員を務めた。2020年4月26日に行われたの丹波篠山市市議会議員選挙に「地域ファースト丹波ささやま」所属として立候補するも、落選した。
2023年4月9日に行われた兵庫県議会議員選挙に神戸市須磨区選挙区から立憲民主党公認で立候補し7,744票を獲得したが次点に終わった（5人中4位）。
2024年4月23日、立憲民主党は第50回衆議院議員総選挙に兵庫県第5区の候補者（選挙区総支部長）に内定したと発表した。同年10月27日に投開票が行われ59,670票を獲得したが次点に終わった（3人中2位）。また比例近畿ブロックに重複立候補したが復活当選もならなかった。